# Wir werden nicht zusammen alt
Wir werden nicht zusammen alt (französischer Originaltitel: Nous ne vieillirons pas ensemble) ist ein Film von Maurice Pialat aus dem Jahr 1972, dessen Drehbuch er auf Grundlage seines eigenen gleichnamigen und stark autobiographisch angelegten Romans geschrieben hat. Die Hauptrollen des Films wurden gespielt von Jean Yanne und Marlène Jobert.

## Handlung
Als der Film beginnt, besteht die Beziehung zwischen Jean und Catherine bereits seit sechs Jahren. Jean ist um die vierzig Jahre alt und ein Filmemacher, der sich mit kleinen Arbeiten für Pathé mehr schlecht als recht durchschlägt. Und – Jean ist immer noch verheiratet mit Françoise, mit der er auch weiterhin die gemeinsame Wohnung in einem Pariser Vorort teilt. Catherine ist deutlich jünger, ungefähr fünfundzwanzig, und arbeitet mal hier, mal dort als Sekretärin. Wenn Françoise gerade auf Reisen ist, dann übernachtet Catherine auch schon einmal bei Jean, meist aber treffen sie sich tagsüber oder schlafen in Hotels.
Es gibt eine einzige Szene im Film, in der man eine Verliebtheit von Jean und Catherine ineinander ohne einen Zweifel erkennen kann: Als sie beim Baden im Meer herumalbern, da wirkt er wie ein Jugendlicher, der das Mädchen neckt, in das er frisch verliebt ist. Fast alle anderen Szenen enden mit einer impulsiven, aggressiven Reaktion Jeans, die alles in Frage stellt, was zwischen ihnen war. „C’est fini ?“ – „Ist es aus ?“, heißt es ein ums andere Mal, und er oder sie antwortet: „Oui, c’est fini.“ – „Ja, es ist aus.“ Und dennoch folgt darauf – nach einem Streit in Marseille oder nach einer wahrhaft niederträchtigen verbalen Beleidigung Catherines durch Jean – lange Zeit doch immer wieder eine Art der Versöhnung, oder auch sie machen weiter, als wäre nichts geschehen.
Doch dann gibt es eine Szene, in der Jean zu weit geht, an deren Ende Catherine sagt: „Jean, das hättest du niemals tun dürfen.“
Zunächst sieht es so aus, als ginge es – von einer Aggressivität Jeans zur nächsten, von einer Versöhnung zur nächsten – weiter wie bisher. Aber so ist es nicht, vielmehr zeigt sich, und auch dies wiederum von Szene zu Szene deutlicher werdend: Jean hat Catherine verloren. Bei ihrer letzten Begegnung ist Catherine bereits eine verheiratete Frau.
Die Schlussbilder greifen noch einmal den Moment am Meer, den Moment ihrer Verliebtheit ineinander auf. Reinste Lebensfreude ist auf dem Gesicht Catherines zu erkennen, die in Richtung Kamera lacht. Jean aber ist nicht mehr vorhanden in diesen Bildern. 

## Inszenierung
Die realistischen Dialoge und auch generell die realistische Darstellung der Figuren haben einige Kritiker vermuten lassen, Pialat habe seine Schauspieler zur Improvisation aufgefordert. Dies war nicht so. Ein Großteil der Dialoge findet sich Wort für Wort schon in Pialats Buch, dessen Text bereits im April 1970 – also mehr als ein Jahr vor Beginn der Dreharbeiten – abgeschlossen war. Zumindest zu diesem frühen Zeitpunkt der Entstehung seines Filmwerkes lehnte er Improvisation ab.

## Produktion
Die Dreharbeiten fanden im Herbst 1971 ausschließlich an Originalschauplätzen statt: In Paris, in La Celle-Saint-Cloud, in der Normandie – dort an der Küste u. a. in Trouville -, in Marseille und in der Camargue.
Die Erstaufführung des Films fand am 3. Mai 1972 bei den Internationalen Filmfestspielen von Cannes statt. In Frankreich wurde Nous ne vieillirons pas ensemble zu einem großen Publikumserfolg: Mehr als 1,7 Millionen Kinozuschauer sahen den Film.
In Deutschland war der Film im Kino nur auf ein paar wenigen Festivals zu sehen. Seine deutsche Premiere hatte Wir werden nicht zusammen alt am 15. Oktober 1975 im Fernsehprogramm des Bayerischen Rundfunks.

## Hintergrund
- „Das persönlichste Drehbuch, das ich je geschrieben habe“, hat Pialat 1972 über Nous ne vieillirons pas ensemble gesagt.[5] Es war erst sein zweiter Spielfilm, und es sollten weitere sehr „persönliche“ Filme folgen. Aber so weit in der Annäherung an die eigene Biographie und an die eigene Wesensart[6] wie in diesem Film ist Pialat später nicht wieder gegangen.

- Nicht nur die Figuren, auch viele Drehorte waren die, in denen die realen Situationen, die Vorbild für die Filmszenen waren, sich ein paar Jahre zuvor tatsächlich zugetragen hatten. So fanden die Dreharbeiten der Szenen des Films, die im Appartement von Jean und Françoise spielen, tatsächlich in jenem Appartement in La Celle-Saint-Cloud statt, das Pialat mit seiner damaligen Ehefrau Micheline bewohnt hatte.[7]

- Der Originaltitel des Films zitiert einen Satz von Paul Éluard. „Nous ne vieillirons pas ensemble“ hatte dieser, einleitend zu einigen wenigen Versen,  am 28. November 1946 notiert, als er telefonisch über den Tod seiner Frau Nusch Éluard informiert wurde.[8] Der Satz steht auch auf Nusch Éluards Grabstein.

## Auszeichnungen
Auf den Internationalen Filmfestspielen von Cannes 1972 wurde Jean Yanne für seine Darstellung des Jean als bester männlicher Schauspieler ausgezeichnet.